# West Kennebunk
West Kennebunk es un lugar designado por el censo ubicado en el condado de York en el estado estadounidense de Maine. En el Censo de 2010 tenía una población de 1.176 habitantes y una densidad poblacional de 130,51 personas por km².

## Geografía
West Kennebunk se encuentra ubicado en las coordenadas 43°24′51″N 70°34′52″O / 43.41417, -70.58111. Según la Oficina del Censo de los Estados Unidos, West Kennebunk tiene una superficie total de 9.01 km², de la cual 9.01 km² corresponden a tierra firme y (0%) 0 km² es agua.

## Demografía
Según el censo de 2010, había 1.176 personas residiendo en West Kennebunk. La densidad de población era de 130,51 hab./km². De los 1.176 habitantes, West Kennebunk estaba compuesto por el 96.6% blancos, el 0.34% eran afroamericanos, el 0.17% eran amerindios, el 1.96% eran asiáticos, el 0% eran isleños del Pacífico, el 0.09% eran de otras razas y el 0.85% pertenecían a dos o más razas. Del total de la población el 0.77% eran hispanos o latinos de cualquier raza.